# Benefício universal por filho

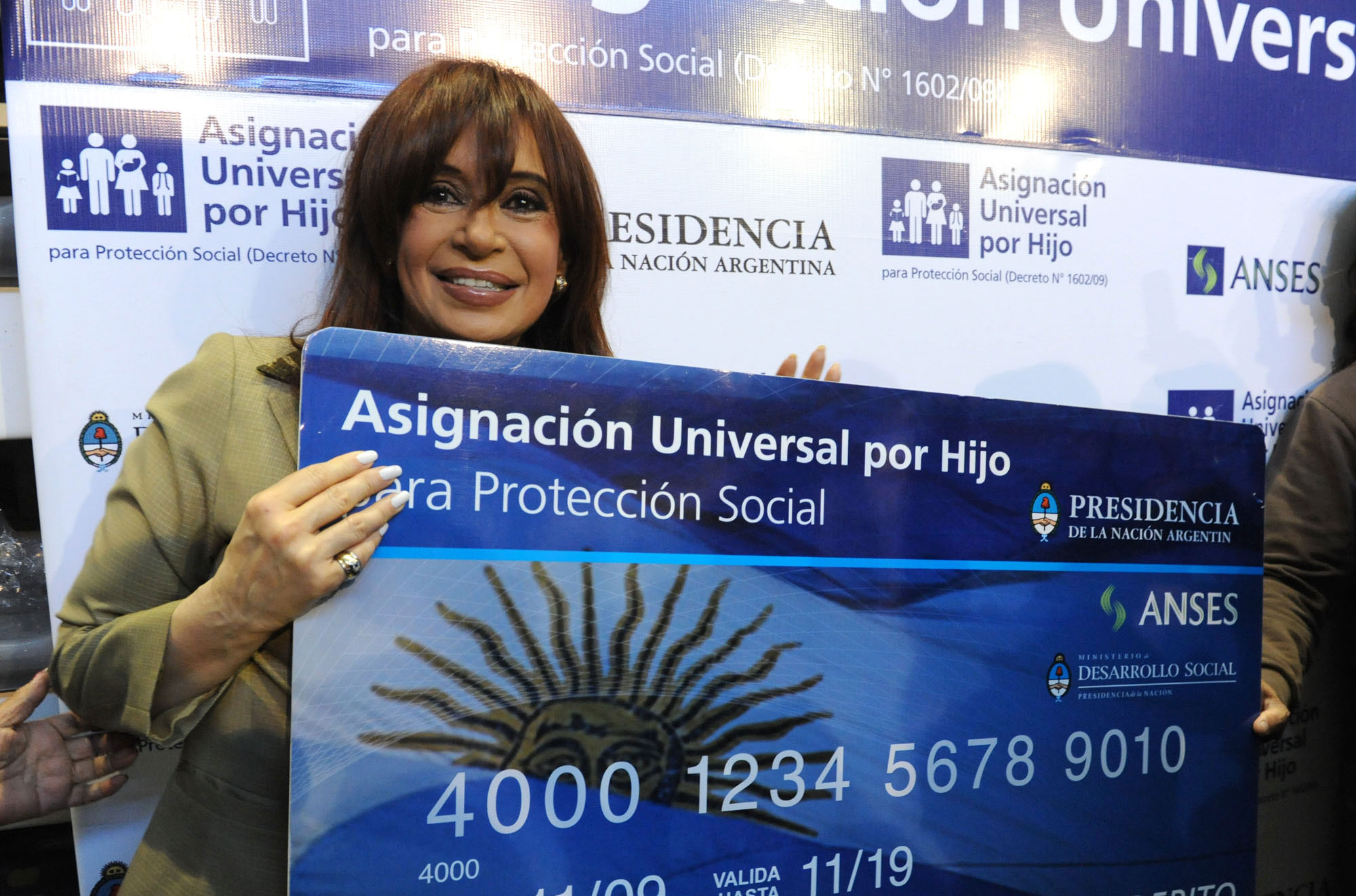
A presidente Cristina Fernández de Kirchner apresenta o cartão do Benefício universal por filho em Mar del Plata.

O Benefício universal por filho (em espanhol, Asignación universal por hijo) para proteção social é um programa de transferência de renda de Argentina que outorga uma renda por cada filho menor de 18 anos ou incapaz. Seu público-alvo são pessoas desempregadas, que trabalham informalmente, ou que ganham menos do salário mínimo. O BUF estendeu a proteção social para os setores mais vulneráveis da sociedade. Entrou em vigor em 29 de outubro de 2009 pelo decreto 1602/09, assinado pela presidente Cristina Kirchner. A partir de maio de 2011, as prestações complementaram-se com o lançamento do Benefício universal por gravidez para proteção social, outorgado às futuras mães que se encontrem nas doze ou mais semanas de gestação.
Para receber o BUF, o beneficiário deve cumprir dois requisitos: manter-se em dia com o plano de vacinação obrigatório, e manter a participação dos filhos em um estabelecimento educativo. Ambos tiveram dois resultados imediatos: o aumento da quantidade de crianças e adolescentes escolarizados (cumprindo a assistência mínima), e a diminuição das mortes infantis devido a causas evitáveis, devido à  obrigatoriedade do calendário de vacinas. A UNICEF tem destacado a importância do BUF, bem como de outras transferências monetárias para os setores mais vulneráveis, que "reduzem, em média, em 31% a pobreza monetária extrema em meninas e meninos."
Em meados do ano 2015, mais de 3,5 milhões de crianças e adolescentes argentinos encontravam-se cobertos pelo BUF.